# Maya Joint
| jaar | rang enkelspel | rang dubbelspel |
| ---- | -------------- | --------------- |
| 2023 | 773            | 669             |
| 2024 | 119            | 189             |

Maya Joint (Grosse Pointe, 16 april 2006) is een in de Verenigde Staten geboren tennisspeelster die uitkomt voor Australië. Joint begon met tennis toen zij ongeveer vijf jaar oud was. Haar favoriete ondergronden zijn hardcourt en gravel. Zij speelt rechtshandig en heeft een tweehandige backhand. Zij is actief in het internationale tennis sinds 2022.

## Loopbaan

### Enkelspel
Joint debuteerde in 2022 op het ITF-toernooi van Champaign (VS). Zij stond in 2024 voor het eerst in een finale, op het ITF-toernooi van Burnie (Australië) – hier veroverde zij haar eerste titel, door de Japanse Aoi Ito te verslaan. Tot op heden(augustus 2025) won zij twee ITF-titels, de andere een maand later in Santo Domingo (Dominicaanse Republiek).
In 2024 speelde Joint voor het eerst op een WTA-hoofdtoernooi, op het WTA 125-toernooi van Canberra – zij bereikte er de kwartfinale. Later dat jaar stond zij voor het eerst in een WTA-finale, op het WTA 125-toernooi van Warschau – zij verloor van de Amerikaanse Alycia Parks. Door dit resultaat kwam zij binnen op de top 150 van de wereldranglijst. In augustus had zij haar grandlamdebuut op het US Open door het succesvol doorlopen van het kwalificatietoernooi – op het hoofdtoernooi won zij nog haar openingspartij van de Duitse Laura Siegemund.
In maart 2025 bereikte Joint de kwartfinale op het WTA 500-toernooi van Mérida – daarmee trad zij toe tot de top 100. In mei won zij haar eerste WTA-titel op het toernooi van Rabat – in de finale was zij te sterk voor de Roemeense Jaqueline Cristian. In juni volgde de tweede, op het toernooi van Eastbourne – in de finale versloeg zij de Filipijnse Alexandra Eala. Hiermee kwam zij binnen op de top 50 van de wereldranglijst.
Haar hoogste notering op de WTA-ranglijst is de 37e plaats, die zij bereikte in juli 2025.

### Dubbelspel
Joint was in het dubbelspel minder actief dan in het enkelspel. Zij debuteerde in 2022 op het ITF-toernooi van Waco (VS), samen met de Amerikaanse Lexington Reed – zij bereikten er de halve finale. Zij stond in 2023 voor het eerst in een finale, op het ITF-toernooi van Toronto (Canada), geflankeerd door de Amerikaanse Mia Yamakita – zij verloren van het duo Ulrikke Eikeri en Fanny Stollár. Later dat jaar veroverde Joint haar eerste titel, op het ITF-toernooi van Gold Coast (Australië), samen met landgenote Roisin Gilheany, door het Australische duo Melisa Ercan en Alicia Smith te verslaan.
In 2024 speelde Joint voor het eerst op een WTA-hoofdtoernooi, op het WTA 125-toernooi van Canberra, samen met landgenote Melisa Ercan. Zij stond in 2025 voor het eerst in een WTA-finale, op het WTA 125-toernooi van Cancún, samen met landgenote Taylah Preston – hier veroverde zij haar eerste titel, door het Spaanse koppel Aliona Bolsova en Yvonne Cavallé Reimers te verslaan.
In 2025 had Joint haar grandlamdebuut op het Australian Open, waarvoor zij samen met landgenote Talia Gibson een wildcard had gekregen. In mei won zij haar tweede WTA-titel, op het WTA 250-toernooi van Rabat. Daarmee trad zij toe tot de top 150 van de wereldranglijst. In juni, na het winnen van haar eerste grandslampartij in het dubbelspel, op Roland Garros, maakte zij haar entrée tot de top 100.
Haar hoogste notering op de WTA-ranglijst is de 62e plaats, die zij bereikte in augustus 2025.

### Tennis in teamverband
In 2025 maakte Joint deel uit van het Australische Fed Cup-team – zij vergaarde daar een winst/verlies-balans van 1–1.

## Palmares
| Legenda                 |
| ----------------------- |
| Grandslamtoernooi       |
| Olympische Spelen       |
| Year-End Championships  |
| Premier Mandatory       |
| Premier Five / WTA 1000 |
| Premier / WTA 500       |
| International / WTA 250 |
| Challenger / WTA 125    |

### WTA-finaleplaatsen enkelspel
| nr.              | finale     | toernooi       | ondergrond | tegenstandster     | score         |         |
| ---------------- | ---------- | -------------- | ---------- | ------------------ | ------------- | ------- |
| gewonnen finales |            |                |            |                    |               |         |
| 1.               | 2025-05-24 | WTA Rabat      | gravel     | Jaqueline Cristian | 6-3, 6-2      | details |
| 2.               | 2025-06-28 | WTA Eastbourne | gras       | Alexandra Eala     | 6-4, 1-6, 7-6 | details |
| verloren finales |            |                |            |                    |               |         |
| 1.               | 2024-07-27 | WTA Warschau   | hardcourt  | Alycia Parks       | 6-4, 3-6, 3-6 | details |

### WTA-finaleplaatsen vrouwendubbelspel
| nr.              | finale     | toernooi            | ondergrond | partner             | tegenstandsters                       | score            |         |
| ---------------- | ---------- | ------------------- | ---------- | ------------------- | ------------------------------------- | ---------------- | ------- |
| gewonnen finales |            |                     |            |                     |                                       |                  |         |
| 1.               | 2025-02-15 | WTA Cancún          | hardcourt  | Taylah Preston      | Aliona Bolsova Yvonne Cavallé Reimers | 6-4, 6-3         | details |
| 2.               | 2025-05-23 | WTA Rabat           | gravel     | Oksana Kalasjnikova | Angelica Moratelli Camilla Rosatello  | 6-3, 7-5         | details |
| verloren finales |            |                     |            |                     |                                       |                  |         |
| 1.               | 2025-03-30 | WTA Puerto Vallarta | hardcourt  | Ena Shibahara       | Hanna Chang Christina McHale          | 6-2, 2-6, [7-10] | details |
| 2.               | 2025-06-28 | WTA Eastbourne      | gras       | Hsieh Su-wei        | Marie Bouzková Anna Danilina          | 4-6, 5-7         | details |

### Gewonnen ITF-toernooien enkelspel
| nr. | finale     | toernooi      | dotatie  | ondergrond | tegenstandster in finale | score         |
| --- | ---------- | ------------- | -------- | ---------- | ------------------------ | ------------- |
| 1.  | 2024-02-11 | Burnie        | $ 75.000 | hardcourt  | Aoi Ito                  | 1-6, 6-1, 7-5 |
| 2.  | 2024-03-17 | Santo Domingo | $ 35.000 | hardcourt  | Gao Xinyu                | 6-4, 2-6, 6-1 |

## Resultaten grandslamtoernooien
| Legenda | Legenda                          |
| ------- | -------------------------------- |
| g.t.    | geen toernooi gehouden           |
| l.c.    | lagere categorie                 |
| –       | niet deelgenomen                 |
| G       | uitgeschakeld in de groepsfase   |
| 1R      | uitgeschakeld in de eerste ronde |
| 2R      | uitgeschakeld in de tweede ronde |
| 3R      | uitgeschakeld in de derde ronde  |
| 4R      | uitgeschakeld in de vierde ronde |
| KF      | uitgeschakeld in de kwartfinale  |
| HF      | uitgeschakeld in de halve finale |
| F       | de finale verloren               |
| W       | het toernooi gewonnen            |
| w-v     | winst/verlies-balans             |

### Enkelspel
| toernooi        | 2024 | 2025 |
| --------------- | ---- | ---- |
| Australian Open | –    | 1R   |
| Roland Garros   | –    | 1R   |
| Wimbledon       | –    | 1R   |
| US Open         | 2R   |      |

### Vrouwendubbelspel
| toernooi        | 2025 |
| --------------- | ---- |
| Australian Open | 1R   |
| Roland Garros   | 2R   |
| Wimbledon       | 3R   |
| US Open         |      |

### Gemengd dubbelspel
| toernooi        | 2024 |
| --------------- | ---- |
| Australian Open | 1R   |
| Roland Garros   | –    |
| Wimbledon       | –    |
| US Open         | –    |